# Xander Schauffele
Xander Schauffele, född Alexander Victor Schauffele 25 oktober 1993, är en professionell amerikansk golfspelare.

## Karriär
Schauffele blev professionell 2015. Han har vunnit åtta tävlingar på PGA-touren. Vid olympiska sommarspelen 2020 tog han guld i golf. 19 maj 2024 knep han sin första major när han segrade i PGA Championship. Den 21 juli 2024 tog han sin andra major genom att vinna The Open.